# Віна Малік
Віна Малік (з.-пандж. وینا ملک, справжнє ім'я — Західа Малік; нар. 26 лютого 1984 року, Равалпінді, Пакистан) — пакистанська модель, акторка і телеведуча.

## Життєпис
Західа народилася в місті Равалпінді в пенджабській сім'ї. Має бакалавра мистецтв в соціології, психології та мовою фарсі.
До кар'єри в кіно, Віна працювала комедіанткою в декількох програмах і телесеріалах місцевого телебачення. У 2000 році вона дебютувала у фільмі Tere Pyar Mein з Шааном і Зарою Шейх в головних ролях, який став хітом прокату.
Два роки потому її запросили вести телепрограму Prime Gupshup на телеканалі Prime TV.
У 2003 році вона з'явилася у фільмі «Sassi Punno» з Саною Наваз в головній ролі, проте фільм провалився в прокаті і його покази в кінотеатрах припинилися через тиждень після виходу. Її проривом став фільм режисера Ріми Хан Koi Tujh Sa Kahan, який мав комерційний успіх в країні.
Також вона вела програму на телеканалі Geo TV Hum Sub Umeed Se Hain, де її вітали за її комедійні пародії.
У жовтні 2010 року, Вина з'явилася в четвертому сезоні популярного індійському реаліті-шоу Bigg Boss, з якого вона вилетіла за два тижні до фінальної частини, будучи однією з шести фіналістів.
В Індії також вона планувала зробити власне шоу Veena Malik — 'Veena Ka Vivah', де вона буде шукати партнера по душі, але шоу було скасовано, коли канал Imagine TV, на якому воно планувалося, оголосив про своє закриття.
У 2012 році вона дебютувала в Боллівуді спочатку як танцівниця item-номері «Chhanno» у фільмі Gali Gali Mein Chor Hai, який мав комерційний успіх, потім у пісні «Fann Ban Gayi» у фільмі ««Вузлик на пам'ять». У тому ж році вона дебютувала як акторка в Daal Mein Kuch Kaala Hai. Фільм не мав успіху в касі, але її гра отримала похвали критиків. У 2013 вийшов у прокат фільм Zindagi 50 50, отримав статус «середній». У тому ж році вона вирішила знятися в каннадамовній версії фільму «Брудне кіно» (насправді в оригіналі фільм був знятий на трьох мовах) Dirty Picture: Silk Sakkath Hot{, в якому вона зіграла південно-індійську акторку і танцівницю Сілк Сміту. Її останній на даний момент фільм в Боллівуді — Mumbai 125 KM 3DMumbai 125 KM 3D, який був знятий у новому форматі RealD Cinema, де вперше в її кар'єрі вона зіграла примари.

## Особисте життя
У 2013 році Віна вийшла заміж за бізнесмена Асада Башира  Хана Хаттака. Має двох дітей: сина Абрама (нар. 2014) і доньку Амалу (нар. 2015)

## Скандали

### Зображення для журналу FHM
На її батьківщині розгорівся скандал, коли Віна з'явилася на обкладинці індійської версії журналу FHM з татуюванням «ISI» на плечі. У Пакистані це абревіатура Міжвідомчої розвідки. Сама Віна каже, що вона була топлес, але не повністю голою

## Дискографія
- 2012 — Drama Queen / Королева драми[23][24]